# Busbanzá
Busbanzá es un municipio ubicado en la provincia de Tundama en el departamento de Boyacá, Colombia. Cuenta con 1.127 habitantes, 194 casas, ocho profesores, tres barrios en el momento se está desarrollando un proyecto urbanístico para los habitantes de la zona rural del municipio. En lengua Muisca o Chibcha, Busbanzá significa "Tierra del Tributo", porque a este lugar se venían a pagar los impuestos.
Aunque su principal actividad económica es la agricultura, sufre de aridez en el suelo y falta de fuentes de agua.

## Toponimia

### Origen lingüístico[4]
- Familia lingüística: Chibcha
- Lengua: Muysccubun

### Significado
En lengua Muisca o Chibcha, Busbanzá significa “Tierra del Tributo”. Busbanzá posiblemente pertenece a la lengua general Muisca y presenta los vocablos bu-bhu "carga", ba "digno", va "afuera, exterior", n "en, de", za-da "no, sin, negación, noche, tampoco".

### Origen / Motivación
En tiempos prehispánicos el territorio del actual municipio estaba bajo el mando del cacique Busbanzá. A este territorio se dice que se venía a pagar los tributos.

## Historia
Fundación:
Su fundación oficial se debe al oidor de la Real Audiencia de Santafé de Bogotá Luis Henríquez el 5 de enero de 1602.
Los Patronos de Busbanzá son Santa Lucía y San Nicolás de Tolentino.
La Iglesia a Santa Lucía:
Investigaciones del Dr. Carlos Arbeláez Camacho sobre templos doctrineros, establece que el templo de Busbanzá data desde siglo XVII, cuya fachada se encuentra transformada y el interior es bastante rico, el templo se clasifica en la categoría C. 1966 Tunja. Un informe de “Repertorio Boyacense” No. 244-245, llamado inventarios de objetos coloniales de Iglesias de Boyacá, y que para el caso de Busbanzá denominó Iglesia y Frontis Coloniales. La planta es de una sola nave cubierta por un techo a dos aguas, con dos capillas axiales en la cual se encuentran la imagen de Santa Lucía (Patrona) y el baptisterio; adornando el frontis está el campanario. Dentro del templo se encuentran cuadros con marcos de la época colonial, todo el retablo del altar mayor de talla dorada, el tabernáculo de Magnífica factura, el púlpito es de talla dorada, menos la baranda y la columna que la sostiene; el bautisterio; la pila bautismal es antigua; como reliquia curiosa se encuentra un confesionario colonial todo recubierto de cuero. La actual casa cural es bendecida por Monseñor Julio Franco Arango el 15 de octubre de 1967, fecha en la cual se coloca la primera piedra y se inicia su construcción. Sobre la iglesia de Busbanzá Marta Inés Gómez y Guillermo Zea citan en el “Análisis arquitectónico y estilístico de la espadaña en el período neogranadino” que su arquitectura actual data del siglo XVII y su estilo es indefinible, aunque en parte se conserva el sabor de la arquitectura neogranadina. Forma general: La fachada ha tenido varias transformaciones, desconociéndose su original estado. La espadaña (arquitectura): (Espadaña: Campanario de una sola pared, en la que están abiertos los huecos para colocar las campanas.) Conforma un volumen exento a la izquierda de la fachada. Tiene tres cuerpos y una calle; el primero de ellos en muro de cantería, al parecer contemporáneo. Entre éste y el inmediatamente superior, existe un cambio de material luego del cual se abren dos ojos con arco de medio punto sobre un plano completamente liso. El tercero y último cuerpo, más angosto y con las mismas características que el anterior, tiene únicamente un ojo. Remata el campanario en un pináculo piramidal de base rectangular.
Tradiciones Religiosas:
En la actualidad se mantienen algunas de las tradiciones religiosas como las festividades a Santa Lucía y San Nicolás de Tolentino a finales de enero. Durante la Semana Santa se realiza el Viacrucis a la Cruz, con la peregrinación de los habitantes y visitantes del departamento y el país. Las procesiones por las calles, los ruegos por las cosechas, la veneración de varios de sus santos como San Isidro Labrador son algunas de las ceremonias religiosas que mantienen la religiosidad entre los pobladores de Busbanzá.
Viacrucis en Busbanzá (video), 2012
Cronología:
Esta es una recopilación de algunos datos históricos de Busbanzá a través de la historia de Colombia.
Cronología histórica de Busbanzá: Siglos XV y XVI
Cronología histórica de Busbanzá: Siglo XVII
Cronología histórica de Busbanzá: Siglo XVIII
Cronología histórica de Busbanzá: Siglo XIX
Cronología histórica de Busbanzá: Siglo XX

## Geografía

### Descripción Física
Busbanzá no cuenta con un potencial hídrico importante; su condición bioclimática de frío-seco, hace que se presenten bajas precipitaciones, además de que sus microcuencas son extremadamente cortas. Drenan al municipio dos pequeños arterias fluviales; la Quebrada Busbanzá, que nace en el municipio de Floresta, con dirección Oeste –Este confluyendo sobre el río Chicamocha a la altura del municipio de Corrales; en Busbanzá son afluentes de esta, la Quebrada Quebradas – Potreros (esta última radica su importancia en que hasta 1993 abastecía el acueducto urbano), Zanjón el Arenal, Quebrada Tobacá, quebrada Umbita, Hoya de Guativita, Quebrada Gusavita. El otro drenaje es la quebrada Buntía, nace cerca de la escuela rural Cusagota, tiene una dirección Sur-Norte, hasta confluir sobre el río Chicamocha. En Buscanzá su principal afluente corresponde a la Quebrada Aika-La Soya u Ometá. Estos afluentes tienen gran importancia para el municipio por suministrar agua al acueducto de las veredas de Cusagota, Quebradas y parte de Tonemí. Otra quebrada más bien de carácter arreico es Guascuy que desciende desde Tonemí en dirección nororiental hacia el municipio de Corrales.

### Límites del municipio
Los límites municipales están definidos así: Por el Norte con el Municipio de Betéitiva, por el Oriente y Sur con el Municipio de Corrales, por el Occidente con el Municipio de Floresta.

### Geología
El municipio se encuentra sobre el macizo Floresta de la cordillera oriental de los Andes Colombianos. De acuerdo con la Red Sísmica Nacional, datos históricos de las principales manifestaciones telúricas de la región, corresponde a eventos con epicentros en el nido de Bucaramanga y el Borde Llanero con una máxima intensidad probable de 6.0 grados en la escala de Richter para posibles movimientos telúricos en el área de Busbanzá y la región.

### Geomorfología
El relieve del Municipio presenta dos áreas definidas; un área plana de pequeños valles de depósito fluvio lacustre (valle – Busbanzá- Floresta), allí se encuentra la cabecera municipal de Busbanzá. Un área de montaña que corresponde al macizo Tibasosa – Floresta, caracterizado por presentar colinas de suaves pendientes y lomas o picos redondeados que permiten labores agropecuarias -Tenencia de la tierra. La heredad de la tierra de generación en generación, ha convertido al campesino busbanseño en pequeño minifundista, donde la distribución media de la tierra en el área rural no supera de 3.2 ha promedio sobre el área del municipio (2548 ha).
Extensión total: 22. 5 km².
Extensión área urbana: 5 km².
Extensión área rural: 17.5 km².
Altitud de la cabecera municipal : 2472 m s. n. m. (metros sobre el nivel del mar).
Temperatura media: 15.2 °C.

### Hidrografía
Busbanzá no cuenta con un potencial hídrico importante su condición bioclimática de frío-seco, hace que se presenten bajas precipitaciones, además de que sus microcuencas son extremadamente cortas. Drenan al municipio dos pequeños arterias fluviales; la Quebrada Busbanzá, que nace en el municipio de Floresta, con dirección Oeste – Este confluyendo sobre el río Chicamocha a la altura del municipio de Corrales; en Busbanzá son afluentes de esta, la Quebrada Quebradas – Potreros (esta última radica su importancia en que hasta 1993 abastecía el acueducto urbano), Zanjón el Arenal, Quebrada Tobacá, quebrada Umbita, Hoya de Guativita, Quebrada Gusavita. El otro drenaje es la quebrada Buntía, nace cerca de la escuela rural Cusagota, tiene una dirección Sur-Norte, hasta confluir sobre el río Chicamocha. En Buscanzá su principal afluente corresponde a la Quebrada Aika-La Soya u Ometá. Estos afluentes tienen gran importancia para el municipio por suministrar agua al acueducto de las veredas de Cusagota, Quebradas y parte de Tonemí. Otra quebrada más bien de carácter arreico es Guascuy que desciende desde Tonemí en dirección nororiental hacia el municipio de Corrales.

## Símbolos
La Bandera: Compuesta por dos franjas horizontales de color verde y blanco, interrumpidas por un rombo… de color amarillo oro, ubicado en el centro del pabellón, subdividiendo la bandera en cuatro partes iguales, representando cada parte una vereda y el rombo la cabecera municipal, el cual tiene un árbol (Ciprés) que representa la constancia y arraigo de sus habitantes.
El Escudo: Formado por dos cuadriláteros semejantes interpuestos… unidos en la parte inferior por un trapecio circular, el espacio interpuesto es de color azul celeste profundo que denota el Albedo que permite mirar las riquezas a la luz del día. En la misma franja se entrecruzan dos espigas de cebada y trigo, representando los productos del municipio.

## Ecología
Corresponde a una zona de bosque seco montano bajo, con cobertura muy degradada, la vegetación característica es herbácea y arbustiva, se presenta una agricultura de monocultivos de maíz, cebada y trigo, existe excesiva pastoreo en unidades de áreas reducidas de propietarios. Flora: Corresponde a especies arbustivas propias de la región como: hayuelo, cido, mortiño, arrayán (Myrtus communis), laurel (Laurus nobilis), tuno, zarza, bejuco chivo, motua, fique (Agave), pajas, mangle, pencos, garrocho, dividive, cardón (Cactaceae), espino y especies exóticas como: eucaliptos (Eucalyptus), acacias, pino ciprés (Cupressus).
Fauna 
Las actuales condiciones biofísicas y antrópicas ha originado que muchas especies se hayan desplazado de la zona, las que se presentan son esporádicas, por lo general son aves, como: colibrí, siotes, copetones, gavilán, golondrina, perdiz, Chirlobirlo, toche, torcaza, paloma pichona, babazá, lechuza, gallinazo o samuro, cucarachero o garrapatero. Algunos mamíferos como: La comadreja, zarigüeya fara, conejo silvestre, rata, armadillo, zorro, entre otros animales.

## Economía
La actividad económica corresponde al sector primario, principalmente la actividad agropecuaria minifundista en condiciones mínimas de desarrollo que mucha de las veces no alcanza para la subsistencia familiar; son propios de la actividad agropecuaria monocultivos de maíz, trigo, cebada, arveja, papa, cría de ganados como: vacunos, ovinos, gallinas. La principal fuente de empleo la genera el municipio a través de la Alcaldía por medio de diferentes jornales generados por la contratación de las obras de desarrollo municipal y contando con el apoyo y colaboración de los habitantes y campesinos de Busbanzá.

## Política
En 2019 se destacó al estar entre los 10 municipios con menor abstencionismo electoral, quedando en el segundo lugar para la elección de alcalde, gobernador departamental y concejales municipales con una participación del 93,23%, 93,46% y 93,23% de los potenciales sufragantes en los comicios respectivamente y en el tercer lugar para la elección de diputados departamentales al participar el 93,34% del censo.

## Vías de comunicación
El municipio cuenta con una carretera central parcialmente pavimentada, la cual recorre el valle de Busbanzá – Floresta, pasando hacia el oriente por Corrales (4.5 km.) y comunicándose con Sogamoso (24.5 km.), hacia el occidente permite comunicación con Floresta (7.5 km.), Tobasía (12.8 km.), Santa Rosa de Viterbo (Boyacá) (18.8 km.) y Duitama (26.5 km.). Floresta
Desde la cabecera municipal se desprenden ramales carreteables hacia las distintas veredas como el carreteable Quebradas - Cusagota, Tonemí, Centro Tobo, en buen estado.
Busbanzá se ha convertido en un centro turístico muy atractivo en época de diciembre, gracias a la pavimentación de las vías que hacen el recorrido por el circuito occidental desde Duitama pasando por Santa Rosa de Viterbo (Boyacá), Tobasia, Floresta y llegando a Busbanzá, o por el oriente desde Sogamoso pasando por Corrales y llegando a Busbanzá.
Otras de las poblaciones cercanas a Busbanzá son: Tópaga, Mongua, Monguí, Belencito, Cerinza y Belén.

## Planos
Busbanzá es uno de los municipios más pequeños de Colombia y se enmarca dentro de un plano rectangular. Su arquitectura es de tipo colonial, ahora entrelazada con algunas construcciones de tipo moderno que se alejan de lo típico y tradicional.